# Sylvan Lake Lodge
Le Sylvan Lake Lodge est un lodge américain dans le comté de Custer, au Dakota du Sud. Situé au sein du parc d'État de Custer en un site plebiscité par Frank Lloyd Wright, il a été construit en 1937 dans le style rustique du National Park Service. Agrandi en 1991, il est géré par Custer State Park Resort.